# إلين دوغلاس
إلين دوغلاس (بالإنجليزية: Ellen Douglas)‏ (و. 1921 – 2012 م) هي مؤلفة، وكاتِبة، وروائية أمريكية، ولدت في ناتشيز، مسيسيبي، توفيت في جاكسون، مسيسيبي، عن عمر يناهز 91 عاماً.

## التعليم
تعلمت في جامعة مسيسيبي.